# خیرکی اورکو
خیرکی اورکو (به اسپانیایی: Khirki Urqu) یک کوه در پرو است که در Peru, Arequipa Region, La Unión Province, Peru واقع شده‌است. خیرکی اورکو ۵٬۰۰۰ متر بالاتر از سطح دریا واقع شده‌است.